# Arlington (Nebraska)
Arlington è un villaggio degli Stati Uniti d'America della contea di Washington nello Stato del Nebraska. La popolazione era di 1,243 persone al censimento del 2010.

## Storia
Arlington in origine si chiamava Bell Creek (dal vicino Bell Creek) e sotto quest'ultimo nome è stata intrecciata nel 1869 quando la Sioux City and Pacific Railroad è stata estesa fino a quel punto. A causa della somiglianza del nome con un altro posto in Nebraska, Bell Creek cambiò nome in Arlington, in omaggio alla città di Arlington in Virginia, nel 1882.

## Geografia fisica
Arlington è situata a 41°27′15″N 96°21′26″W (41.454244, -96.357246).
Secondo lo United States Census Bureau, ha un'area totale di 0,60 miglia quadrate (1,55 km²).

## Società

### Evoluzione demografica
Secondo il censimento del 2010, c'erano 1,243 persone.

### Etnie e minoranze straniere
Secondo il censimento del 2010, la composizione etnica del villaggio era formata dal 97,9% di bianchi, lo 0,1% di afroamericani, lo 0,3% di nativi americani, lo 0,5% di asiatici, lo 0,7% di altre razze, e lo 0,5% di due o più etnie. Ispanici o latinos di qualunque etnia erano il 2,7% della popolazione.